# Alstom Journalistenpreis
Der Alstom Journalistenpreis wurde jährlich von 2002 bis 2009 vergeben und zeichnete aussergewöhnliche journalistische Leistungen und Beiträge aus, die sich mit der wirtschaftlichen, gesellschaftlichen, ökologischen, technischen oder wissenschaftlichen Bedeutung von Energie sowie deren Erzeugung, Übertragung und Nutzung auseinandersetzen.
Der Preis wurde durch die Stiftung «ALSTOM Journalistenpreis» verliehen. Die Stifterin des Preises war die Alstom (Schweiz) AG, ein Energie- und Transportunternehmen. Die Alstom hatte keinen Sitz in der Jury. Die Jury setzte sich aus Persönlichkeiten aus Journalismus, Wissenschaft, Wirtschaft und Politik zusammen. Bewertet wurden jährlich bis über neunzig journalistische Werke aus der Schweiz. Die Preissumme betrug 25'000 Franken und konnte auf einen oder mehrere Preisträger aufgeteilt werden.

## Preisträger
- 2002: Giuseppe Melillo, Hanspeter Guggenbühl, Werner Hadorn
- 2003: Edgar Hagen, Peter Rásonyi
- 2004: Serge Enderlin, Serge Michel, Paolo Woods, Alex Baur
- 2005: Susan Boos, Alexander Mazzara, Jürg Steiner
- 2006: Pierre Veya, Rainer Klose, Christian Schmidt/Jörn Vanhöfen
- 2007: Christoph Neidhart, Mathias Plüss, Helen Stehli Pfister, Team Wirtschaftsredaktion Basler Zeitung
- 2008: Daniel Benz, Thomas Angeli, Joachim Laukenmann, Redaktion von La Liberté
- 2009: Lukas Egli, Andreas Hirstein, Marc Decrey